# إيفا مول
إيفا مول (بالألمانية: Eva Moll)‏ هي رسامة ألمانية، ولدت في 15 يونيو 1975 في كارلسروه في ألمانيا.

## وصلات خارجية
- الموقع الرسمي